# Tijesna koža 3
Tijesna koža 3 (srpski: Tesna koža 3) je jugoslavenska komedija iz 1988. godine.

## Radnja
Dimitrije Pantić radi u jednom beogradskom preduzeću kao mlađi referent. Jednog dana u tramvaju gubi svoju torbu s poslovnim projektima, a pronalazi identičnu s devizama. Direktor Srećko Šojić planira pomoću tih deviza vratiti Đoletu dug. Pantić vraća pare pravom vlasniku, ali od njega ne dobiva očekivanu nagradu.

## Glavne uloge
- Nikola Simić kao Dimitrije Mita Pantić
- Milan Gutović kao Srećko Šojić
- Ružica Sokić kao Persida Pantić
- Vojislav Brajović kao Đole
- Rahela Ferari kao Mitina majka
- Gojko Baletić kao Branko Pantić
- Velimir Bata Živojinović kao Sotir Milivojević

## Vanjske poveznice
- Tijesna koža 3 u internetskoj bazi filmova IMDb-a
- Tijesna koža 3 (www.filmovi.com)